# Dzioborożec indyjski
Dzioborożec indyjski (Ocyceros birostris) – gatunek dużego ptaka z rodziny dzioborożców (Bucerotidae). Występuje na subkontynencie indyjskim. Nie jest zagrożony wyginięciem.

## Taksonomia
Po raz pierwszy zgodnie z zasadami nazewnictwa binominalnego gatunek ten opisał w 1786 Giovanni Antonio Scopoli, nadając mu nazwę Buceros birostris. Holotyp pochodził z Pondicherry (Wybrzeże Koromandelskie, Indie). Scopoli oparł się o wcześniejszą (1782) publikację Pierre’a Sonnerata, który opisał tego ptaka pod francuską zwyczajową nazwą Calao de Gingi, a do opisu dołączył rysunek. Obecnie (2020) Międzynarodowy Komitet Ornitologiczny umieszcza dzioborożca indyjskiego w rodzaju Ocyceros. Uznaje gatunek za monotypowy, podobnie jak autorzy HBW. Przez niektórych autorów bywał umieszczany w rodzaju Tockus.

## Morfologia
Długość ciała wynosi około 50–61 cm. Dzioborożce indyjskie są dość nieforemnie zbudowane. Większość upierzenia ma barwę szarobrązową. Wyróżnia się duży zagięty dziób, u nasady opatrzony osobliwym szpiczastym wyrostkiem, u samic mniejszym, u osobników młodocianych – nieobecnym. Ogon długi, stopniowany, czarno-biało zakończony; jego ubarwienie szczególnie dobrze widać u ptaków rozkładających ogon podczas lądowania. Dziób ciemny, łupkowoszary u nasady, na górnej krawędzi dzioba, końcówce i większej części żuchwy – żółtawy lub kremowy. Tęczówka u samców ma barwę od pomarańczowobrązowej po czerwoną, u samic – brązową. Nogi koloru od ołowianego po ciemnołupkowy.

## Zasięg występowania
Zasięg występowania dzioborożca indyjskiego rozciąga się od północno-wschodniego Pakistanu (Pendżab) poprzez południowy Nepal i północno-zachodni Bangladesz na południe przez większą część Indii (z wyjątkiem południowo-zachodnich i wschodnich wybrzeży). BirdLife International szacuje zasięg występowania na 3,02 mln km².

## Ekologia i zachowanie
Środowiskiem życia dzioborożców indyjskich są lasy z drzewami zrzucającymi liście, parki i świetliste cierniste zakrzewienia, zwłaszcza z porozrzucanymi figowcami. Obserwowane są również w przydrożnych nasadzeniach, ogrodach oraz w pobliżu upraw i siedlisk ludzkich. Te ptaki jako jedyne spośród azjatyckich dzioborożców pojawiają się na sawannowych zadrzewieniach. W Nepalu dzioborożce indyjskie występują na wysokości 75–305 m n.p.m., sporadycznie do 760 m n.p.m. W Indiach przeważnie odnotowywany do około 1000 m n.p.m. u podnóża Himalajów (stwierdzony w okolicy Bhimtal na około 1400 m n.p.m.). Pożywieniem dzioborożców indyjskich są głównie niewielkie owoce, zwłaszcza figi. Zjadają również różnorodne owady, jaszczurki, gryzonie i pisklęta, rzadko także płatki kwiatów. Prowadzą nadrzewny tryb życia, czasami jednak schodzą na ziemię, by zbierać opadłe owoce. Dzioborożce indyjskie odzywają się seriami przeszywających pisków, niekiedy następującymi bardzo szybko po sobie.

### Lęgi

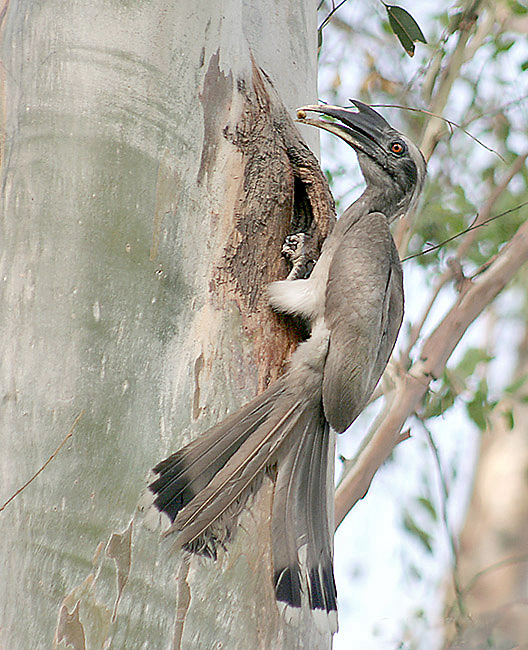
Dzioborożec indyjski przy dziupli gniazdowej

Rozród dzioborożców indyjskich jest słabo poznany. Jaja składane są głównie w lutym lub od maja do czerwca, pod koniec pory suchej. Możliwe, że niekiedy występuje gniazdowanie kooperatywne i w lęgach pomagają inne samce. Gniazdo umieszczone jest w dziupli na wysokości około 3–8 m nad ziemią. Bywa powiększana celem pomieszczenia lęgu. Niekiedy dzioborożce indyjskie wykorzystują budki lęgowe. W 2013–2017 obserwowano w Indore nietypowe gniazdowanie – w otworze obok okna, blisko 8 m nad ziemią. Samica na czas wysiadywania zostaje zamknięta w gnieździe poprzez zabudowanie większości otworu dziupli błotem i jej odchodami, w czym uczestniczy wygładzając dziobem powstałą blokadę. Samiec karmi ją przez pozostały wąski otwór. Zniesienie liczy zwykle 2–3 jaja, rzadziej 4. Średnie wymiary dla 30 jaj: 41,9 na 30 mm.
Okres inkubacji nieznany; jedno ze źródeł mówi, że żebrzące o pokarm młode słychać było przeciętnie 40 dni (n=10) po zamurowaniu samicy w gnieździe. Prawdopodobnie około tygodnia po wykluciu się piskląt otwór dziupli jest otwierany, a gdy samica wyjdzie, zabudowywany ponownie. Następnie obydwoje rodzice karmią pisklęta. Po opierzeniu młodych ściana zamykająca dziuplę znów jest niszczona. Obserwowane w Indore „nietypowo” gniazdujące dzioborożce indyjskie karmiły swe młode owocami, bezkręgowcami oraz fragmentami ćapati i słodyczy, które podkładali im okoliczni mieszkańcy. U 10 par z Ghatów Wschodnich przynoszony pisklętom pokarm w 64% składał się z materii roślinnej (owoców roślin 26 gatunków), a w 36% – zwierzęcej (między innymi owadów, jaj ptaków, młodych ptaków i jaszczurek). U tychże par cały okres gniazdowania związany z przebywaniem ptaków w gnieździe trwał 87 dni, bardzo podobnie jak u dzioborożca szarego (Ocyceros griseus).

## Status i zagrożenia
IUCN uznaje dzioborożca indyjskiego za gatunek najmniejszej troski (LC, Least Concern) nieprzerwanie od 1988 (stan w 2022). Liczebność populacji nie została oszacowana, ale ptak ten opisywany jest jako szeroko rozprzestrzeniony i często pospolity. BirdLife International ocenia trend liczebności populacji jako stabilny ze względu na brak dowodów na spadki liczebności bądź istotne zagrożenia dla gatunku.